# Ignatius de Vinck de Wesel
Ignatius Johannes Josephus de Vinck de Wesel (Antwerpen, 18 mei 1771 – Wuustwezel, 13 september 1845) was een Zuid-Nederlandse edelman en politicus. 

## Levensloop
Hij was de zoon van Jean François Joseph de Vinck, de laatste heer van Westwezel en Westdoorne. Baron Ignatius de Vinck de Wesel werd in 1815 lid van de Tweede Kamer. In 1818 werd hij aangesteld als burgemeester van Wuustwezel in de toen Nederlandse provincie Antwerpen. In 1825 werd hij zowel lid van de Eerste Kamer der Staten-Generaal als burgemeester van Loenhout.  Dat bleef hij tot bij de Belgische afscheuring in 1830. Kort nadien werd hij als burgemeester opgevolgd door Petrus Cornelius Vroman in Loenhout en in 1831 door zijn zoon Edmond de Vinck de Wesel in Wuustwezel . 